# Verd de cadmi
El verd de cadmi és un pigment verd que s'obté barrejant groc de cadmi i verd veronès (també anomenat verd de crom o viridian en anglès).

## Història
El verd de cadmi va ser utilitzat per primera vegada al s. XIX, ja que un dels seus components, el groc de cadmi, va ser descobert l'any 1817 per Friedrich Stromeyer. El verd veronès va ser creat pel pintor Paolo Veronese (Verona, 1528 - Venècia, 1588).

## Composició
S'obté de la barreja de groc de cadmi i de verd veronès, tot i que de vegades es pot utilitzar ftalocianina de coure (també d'un to verd-blavós).
Tot i que es poden utilitzar altres verds o blaus barrejats amb el groc de cadmi per fer tons semblants, la barreja amb el verd veronès li dona una bona estabilitat i una gran resistència a la llum, cosa que no passa si es barreja amb altres verds o blaus, quan, encara que es pot obtenir un bon to i color, no tenen la mateixa l'estabilitat ni resistència i sovint reaccionen químicament entre ells.

## Toxicitat
Els compostos de cadmi són tòxics o molt tòxics, per això actualment se solen substituir per altres pigments (compostos azo) del mateix color.

## Ús en la pintura
És un color opac, la seva capacitat cobrent i poder colorant és entre bona i molt bona, hereta les propietats pictòriques dels seus components, una bona estabilitat i gran resistència a la llum.
No s'hauria de barrejar amb el blanc de plom ni amb el groc de crom per evitar reaccions.
La bona reputació del verd de cadmi sol ser exagerada pel fet que, quan es va descobrir el groc de cadmi, els altres pigments grocs existents tenien una qualitat molt inferior i actualment són substituïts per compostos azo.